# Scotophilus heathii
Scotophilus heathii is een zoogdier uit de familie van de gladneuzen (Vespertilionidae). De wetenschappelijke naam van de soort werd voor het eerst geldig gepubliceerd door Horsfield in 1831.

## Voorkomen
De soort komt voor van Afghanistan tot het zuiden van China, zuidwaarts tot Sri Lanka, Vietnam, Cambodja, Thailand en Birma.